# Since U Been Gone
Since U Been Gone è un brano musicale della cantante statunitense Kelly Clarkson, pubblicato il 15 maggio 2004 come secondo singolo dal suo secondo album, Breakaway. Il brano si staglia alla numero 482 nella Lista dei 500 migliori brani musicali secondo Rolling Stone.

## Descrizione
Il brano, scritto e prodotto da Max Martin e Dr. Luke, è un uptempo che infonde sonorità elettroniche miste ad altre alternative-rock più solide. Martin aveva scritto il pezzo per Pink, ma l'artista ha rifiutato. È stato allora proposto a Hilary Duff, ma lo ha anch'essa respinto perché non riusciva a raggiungere le note più alte. Il brano è stato poi assegnato a Kelly Clarkson dopo che Clive Davis ebbe convinto gli autori a concederglielo.
Since U Been Gone ha ottenuto il consenso unanime da parte dei critici musicali, che l'hanno considerato il brano più bello di Breakaway. Ha ottenuto un ottimo successo in Nord America ed Europa. Negli Stati Uniti ha raggiunto il secondo posto nella Billboard Hot 100. È stato certificato disco di platino dalla Recording Industry Association of America (RIAA) per aver venduto un milione di copie.
Clarkson ha cantato dal vivo Since U Been Gone agli MTV Video Music Awards 2005 e ai BRIT Awards 2006. Nello stesso anno ha ricevuto un Grammy Award per la miglior performance pop femminile.

## Video musicale
Il video musicale mostra scene in cui Clarkson distrugge l'appartamento del suo ex ragazzo alternate a scene dove esegue il brano in un locale notturno. Alla fine del brano, il suo ex trova l'appartamento distrutto, con la foto di lui e della sua ragazza insieme spezzata.

## Classifiche
| Classifica (2004-2005) | Posizione massima |
| ---------------------- | ----------------- |
| Australia              | 3                 |
| Austria                | 3                 |
| Belgio (Fiandre)       | 22                |
| Italia                 | 35                |
| Irlanda                | 4                 |
| Norvegia               | 9                 |
| Nuova Zelanda          | 11                |
| Paesi Bassi            | 4                 |
| Regno Unito            | 5                 |
| Stati Uniti            | 2                 |
| Stati Uniti (pop)      | 1                 |
| Svezia                 | 16                |
| Svizzera               | 7                 |

## Cover degli A Day to Remember
La band post-hardcore statunitense A Day to Remember ha reinterpretato il brano inserendolo nell'edizione speciale del suo secondo album in studio For Those Who Have Heart, per poi pubblicare un video ufficiale nell'agosto del 2008. Il video, diretto da Don Tyler, è molto simile a quello di Kelly Clarkson, anche se con alcuni elementi parodici, con Jeremy McKinnon che prende il ruolo della cantante mentre gli altri membri della band, sullo sfondo, assumono comportamenti demenziali e ironici.
La versione degli A Day to Remember è una rivisitazione in chiave post-hardcore del brano originale, con alcuni scream nella seconda strofa e nell'ultimo ritornello.